# Elias Sarkis
Elias Sarkis (Arabisch: إلياس سركيس) (Shabbaniah, 20 juli 1924 - Parijs, 27 juni 1985) was president van Libanon.

## Achtergrond en opleiding
Hij was afkomstig uit een bescheiden Maronitisch-christelijke familie. Hij volgde lager en middelbaar onderwijs in Beiroet en studeerde daarna rechten in die stad aan de Université de Saint Joseph. Tijdens zijn studie werkte hij bij de spoorwegen, maar na zijn afstuderen (1948) was hij werkzaam als advocaat en later als rechter. In 1953 werd hij tot lid van de controlecommissie gekozen. Dit instituut had tot taak het landsbestuur te controleren. In 1959 werd hij door president Foead Shehab aangesteld tot zijn persoonlijk adviseur. In 1962 werd hij door Shehab benoemd tot directeur-generaal van het bureau van de president van de republiek.
Sarkis werd na de crisis rondom de Intra Bank benoemd tot gouverneur van de Banque du Liban (Bank van Libanon). Hij droeg bij aan het oplossen van de problemen die na het faillissement van de Intra Bank ontstonden.

## Presidentsverkiezingen van 1970 en 1976
Sarkis stelde zich in 1970 kandidaat voor de presidentsverkiezingen. Hij werd gesteund door zijn protegé generaal Foead Shehab. Met één verschil werd niet hij, maar Suleiman Franjieh tot president gekozen. Hij werd echter wel op 8 mei 1976, met steun van Syrië, tot president gekozen en op 23 september 1976 volgde zijn inauguratie. Op het moment dat Sarkis tot president werd gekozen van de Libanese Burgeroorlog al in volle gang. In december 1976 benoemde hij Selim al-Hoss tot premier. Hoss was een gematigd politicus die gesteund werd door Syrië en een veel krachtiger figuur was dan Sarkis. Tussen Sarkis en Hoss ontstonden enige conflicten over de te voeren binnen- en buitenlandse politiek, maar toch handhaafde Sarkis zijn premier tot juli 1980.
Gedurende de burgeroorlog zocht Sarkis toenadering tot het door Christenen (Maronieten) gedomineerde Libanese Front. In 1978 bombardeerde Syrië Oost-Beiroet en andere Christelijke gebieden in Libanon. Sarkis dacht erover na om af te treden, maar bleef uiteindelijk toch aan als president.
Tijdens de laatste jaren van zijn presidentschap (1980-1982) brokkelde Sarkis' macht verder af. Hij en zijn minister-president, Shafiq al-Wazzan, konden niet meer dan toekijken terwijl Israëliërs en Syriërs grote delen van Libanon hadden bezet. Sarkis steunde de kandidatuur voor het presidentschap van Bashir Gemayel, maar drong er wel bij hem aan om zich gematigd te gedragen. Op 23 augustus 1982 werd Bashir Gemayel tot president gekozen, maar nog voor zijn inauguratie, op 14 september 1982, kwam Bashir om bij een bomaanslag op het hoofdkwartier van de Falangistische Partij in Beiroet. In aller haast werd de broer van Bashir, Amin Gemayel, voorgedragen voor het ambt van president en hij werd voor zijn broer in de plaats gekozen. Op 22 september 1982 vond de inauguratie van Amin Gemayel plaats.

## Na zijn presidentschap
Sarkis vertrok enige tijd na zijn presidentschap naar Europa en woonde in Frankrijk (Parijs) en Zwitserland. In tegenstelling tot andere oud-presidenten bemoeide Sarkis zich niet meer met de politiek van zijn geboorteland. Hij overleed op 60-jarige leeftijd aan de gevolgen van kanker.
Sarkis is nooit getrouwd.